# Disney Experiences
Disney Experiences, fusione tra le due società Disney Consumer Products and Interactive Media e Walt Disney Parks and Resorts, è la divisione della Walt Disney Company che gestisce e costruisce i parchi a tema ed i centri vacanza (resorts) e gestisce i vari franchise della Disney. È una delle tre principali divisioni della società The Walt Disney Company.
La società si occupa in tutto della gestione di sei destinazioni resort con 12 parchi a tema e 52 resort negli Stati Uniti (incluso un lussuoso resort sulla spiaggia alle Hawaii), in Europa e in Asia, con circa 160.000 cast-members; una linea di navi da crociera con quattro navi e piani per altre tre da completare. La divisione si occupa anche della gestione del licensing dei vari franchise acquistati negli ultimi anni dalla Disney, quali Pixar, Marvel, Star Wars, ESPN, 20th Century Fox e National Geographic andando a creare la principale azienda di licenze al mondo, uno dei marchi editoriali per bambini più grandi del mondo e uno dei maggiori licenziatari mondiali di giochi su piattaforme; l'azienda gestisce inoltre più di 200 negozi Disney in tutto il mondo e la piattaforma di e-commerce, shopDisney.

## Storia
La divisione, conosciuta in maniera informale come Disney Parks, fu fondata nel 1971 contemporaneamente all'apertura del secondo parco Disney, il Magic Kingdom presso il Walt Disney World Resort in Florida, dato che alla Disney si prese atto che fosse necessaria la creazione di un team orientato esclusivamente alla gestione di questo parco e del più vecchio Disneyland in California. Negli anni ha cambiato vari nomi partendo da Walt Disney Outdoor Recreation Division nel 1980 passando per Walt Disney Attractions (1989-2008) e Walt Disney Parks and Resorts Worldwide, Inc. (2008-2018). Il 14 marzo 2018 la società è stata fusa assieme alla Walt Disney Consumer Products and Interactive Media per fondare una nuova società chiamata Disney Parks, Experiences and Products.

### La crisi del 2020
A causa della pandemia mondiale di COVID-19, la Disney ha deciso di chiudere tutti i suoi parchi a tema in tutto il mondo, che per la prima volta hanno chiuso tutti insieme a partire da febbraio 2020 fino a data da destinarsi, oltre che cancellare tutte le tratte delle sue navi da crociera. La direzione ha stimato che la sola chiusura dei parchi di Shanghai e Hong Kong per due mesi ha comportato una perdita di profitto operativo di 145 milioni di dollari. Anche dopo la riapertura, gli analisti prevedono una presenza limitata nei parchi poiché la situazione rimane incerta. Gli analisti prevedono che ci vorranno due anni perché le presenze tornino alla normalità. Inoltre, senza alcun successo al botteghino o visitatori nei parchi a tema, il business dei prodotti di consumo Disney è andato in crisi. Ciò è aggravato dai negozi al dettaglio che hanno chiuso anche le sedi fisiche. La Disney era solita fare uscire i suoi giocattoli in concomitanza con le sue uscite cinematografiche, ma a causa della pandemia la società ha dovuto spostare tutte le uscite cinematografiche a fine 2020 o al 2021. L'intero settore di vendita al dettaglio è stato colpito dalla reazione alla pandemia da Coronavirus e Wells Fargo ha ridotto la valutazione del business dei prodotti di consumo Disney di quasi il 60%. A maggio 2020, la divisione ha stimato le perdite totali in 1 miliardo di dollari. Nel rapporto sugli utili del quarto trimestre 2020, la compagnia ha stimato che l'impatto della pandemia sia stato di 3,1 miliardi di dollari, 2,4 miliardi dei quali provengono dal segmento Parks, Experiences and Products, in calo del 61% rispetto all'anno precedente e che, solo i parchi, hanno registrato una perdita operativa stimata dagli 1,1 ai 1,2 miliardi di dollari a causa della chiusura prolungata.

### Ripresa
Nel maggio 2021, Forbes dichiara che, con la riapertura dei parchi Disney in tutto il mondo, la compagnia ha iniziato una lenta ma incoraggiante ripresa mentre Chapek ha dichiarato che l'80% dei cast members a cui hanno chiesto di tornare al lavoro ha accettato. In particolare la quantità di ospiti paganti di Walt Disney World in Florida continua a migliorare, nonostante la capacità ridotta dovuta alle disposizioni di sicurezza richieste dal CDC, e la spesa degli ospiti è aumentata di due cifre rispetto all'anno precedente. La compagnia ha però annunciato la chiusura di quasi tutti i Disney Store nel mondo per concentrarsi solo sull'e-commerce.

### Disney Experiences
Il 16 novembre 2023, la divisione è stata ribattezzata Disney Experiences.

## Amministrazione
- Josh D'Amaro (Presidente del consiglio di amministrazione)
- Jeff Vahle (Presidente, Walt Disney World Resort)
- Ken Potrock (Presidente, Disneyland Resort)
- Jill Estorino (Presidente e Direttore Operativo, Disney Parks International)
- Thomas Mazloum (Presidente, Disney Signature Experiences)

## Disneyland Resort
Il resort fu inaugurato da Walt Disney nel 1955 ad Anaheim, California con il parco Disneyland che divenne ben presto famoso in tutto il mondo come esempio di parco in cui i genitori possono divertirsi insieme ai loro figli.
Nel 2001, l'area fu ufficialmente chiamata "Disneyland Resort", con l'apertura del parco Disney California Adventure, di due nuovi alberghi, e di Downtown Disney.
Proprietà nel resort:
- Disneyland
- Disney California Adventure
- Downtown Disney
- Disneyland Hotel, Disney's Grand Californian Hotel, Disney's Paradise Pier Hotel

## Walt Disney World Resort
Il resort aprì nel 1971 con il parco Magic Kingdom (costruito sulla base di Disneyland) e tre alberghi a Lake Buena Vista, Florida. La proprietà è grande più del doppio di Manhattan, anche se attualmente la Disney ha costruito su non più di un quarto di essa. È divenuta la più grande destinazione turistica del pianeta, con quattro parchi a tema, due parchi acquatici, un'area di negozi, ristoranti e locali notturni, dozzine di alberghi ed otto campi da golf.
Proprietà nel Resort:
- Magic Kingdom
- Epcot
- Disney's Hollywood Studios
- Disney's Animal Kingdom
- Il parco acquatico Disney's Blizzard Beach
- Il parco acquatico Disney's Typhoon Lagoon
- Downtown Disney
- 23 alberghi

## Tokyo Disney Resort
Tokyo Disney Resort, situato a Urayasu, Chiba, Giappone, aprì nel 1983. Tokyo Disneyland è stato disegnato richiamandosi a Disneyland. Nel 2001 il resort si espanse con il nuovo parco Tokyo DisneySea. Ci sono diversi alberghi nell'area, ma soltanto due sono realmente inclusi nel resort, il quale può vantare il più grande parcheggio del mondo. Tokyo Disney Resort è direttamente controllato e gestito dalla Oriental Land Company, su licenza della Walt Disney Company. Il resort fu costruito dalla Walt Disney Imagineering e la Disney mantiene tuttora il diritto all'ultima parola per tutto ciò che riguarda le strutture stesse dei parchi.
Proprietà nel resort:
- Tokyo Disneyland
- Tokyo DisneySea
- Disney's Ambassador Hotel, Tokyo DisneySea Hotel MiraCosta, Tokyo Disneyland Hotel, Tokyo Disney Celebration Hotel
- Ikspiari

## Disneyland Paris
Quarto resort della Disney, Disneyland Paris aprì nel 1992 come Euro Disney Resort. Il nome fu cambiato nel 1994 in Disneyland Paris per adattarsi meglio all'immagine romantica associata a Parigi. Malgrado il nome, il resort non si trova propriamente a Parigi, ma nella zome di Marne-la-Vallée a circa 30 km ad est della città. Nel 2002, con l'apertura del secondo parco, il resort viene rinominato Disneyland Resort Paris, nell'aprile del 2009 il termine "resort" viene abbandonato ritornando al vecchio nome Disneyland Paris.
Il resort ha due parchi a tema, un'area commerciale, un campeggio, un campo da golf e sei alberghi. Era controllato e gestito dalla societá Euro Disney S.C.A., fino all'acquisizione di 97,08% delle azioni dalla Walt Disney Company.
Proprietà nel Resort:
- Disneyland Park
- Walt Disney Studios Park (Disney Adventure World, a partire dal 2026)
- Disney Village
- Golf Paris Val D'Europe (ex Golf Disneyland)
- Disneyland Hotel, Disney's Hotel New York, Disney's New Port Bay Club Hotel, Disney's Sequoia Lodge Hotel, Disney's Hotel Cheyenne, Disney's Hotel Santa Fe, Disney's Davy Crockett Ranch.

## Hong Kong Disneyland Resort
Il quinto resort della Disney (secondo in Asia) aprì il 12 settembre 2005. Hong Kong Disneyland Resort è parzialmente controllato dalla Disney e parzialmente dal governo di Hong Kong. Attualmente sono stati costruiti un parco a tema e due alberghi, sebbene ci sia sufficiente spazio per una futura espansione.
Proprietà nel resort:
- Hong Kong Disneyland
- Disneyland Hotel e Disney's Hollywood Hotel

## Shanghai Disney Resort
Il sesto resort della Disney ha aperto il 16 giugno 2016 e si trova a Shanghai, nella zona adiacente all'aeroporto di Pudong. Il sito è almeno tre volte più ampio di quello usato per Hong Kong Disneyland Resort, ovvero circa della stessa dimensione di Disneyland Paris. Il complesso attualmente comprende solo un parco a tema in stile Disneyland / Magic Kingdom, un distretto di negozi e ristoranti chiamato Disneytown, che comprende anche il teatro Walt Disney Grand Theatre e due Hotel Disney.
Proprietà nel resort:
- Shanghai Disneyland Park
- Disneytown
- Shanghai Disneyland Hotel e Toy Story Hotel

## Disney Abu Dhabi
Il settimo parco Disney sorgerà sull'Isola Yas ad Abu Dhabi negli Emirati Arabi Uniti. L'opera sarà realizzata con il gruppo immobiliare Miral Group, a cui spetterà la gestione, mentre la realizzazione creativa sarà ad opera degli Imagineers Disney.

## Disney Signature Experiences

### Disney Cruise Line
La Disney Cruise Line fu costituita nel 1995 e ne seguì l'inaugurazione di cinque navi da crociera: la Disney Magic (inaugurata nel 1998), la Disney Wonder (1999), la Disney Dream (2011), la Disney Fantasy (2012) e la Disney Wish (2022). Tutte le navi salpano principalmente verso l'isola privata della Disney alle Bahamas, Castaway Cay, per i Caraibi Orientali ed Occidentali, per l'Alaska, per la West Coast, per la riviera del Messico e per il Mediterraneo e sono state interamente progettate dalla Walt Disney Imagineering. Altre 3 navi sono state commissionate e verranno inaugurate a partire dal 2024.
Proprietà della Disney Cruise Line:
- Disney Magic
- Disney Wonder
- Disney Dream
- Disney Fantasy
- Disney Wish
- Disney Treasure (2024)
- Castaway Cay (isola privata di proprietà della Disney)

### Disney Vacation Club
Il Disney Vacation Club (DVC) è un programma di multiproprietà per le vacanze gestito da Disney Vacation Development, Inc., una filiale di Disney Signature Experiences e una divisione di Disney Experiences.
| Proprietà                      | Collocazione                   | Posizione                            | Unità | Apertura         |
| ------------------------------ | ------------------------------ | ------------------------------------ | ----- | ---------------- |
| The Villas at                  | Grand Californian Hotel        | Disneyland Resort                    | 71    | settembre 2009   |
| Bay Lake Tower                 | Contemporary Resort            | Walt Disney World Resort             | 300   | 4 agosto 2009    |
| Animal Kingdom Villas          | Animal Kingdom Lodge           | Walt Disney World Resort             | 708   | 2007             |
| Beach Club Villas              | Beach Club Resort              | Walt Disney World Resort             | 282   | 1º luglio 2002   |
| BoardWalk Villas               | BoardWalk Resort               | Walt Disney World Resort             | 530   | 1º luglio 1996   |
| Polynesian Villas & Bungalows  | Polynesian Village Resort      | Walt Disney World Resort             | 380   | 1º aprile 2015   |
| The Villas at                  | Grand Floridian Resort & Spa   | Walt Disney World Resort             | 147   | 23 ottobre 2013  |
| The Villas at                  | Reflections - A Lakeside Lodge | Walt Disney World Resort             | 900   | 2022             |
| Boulder Ridge Villas           | Wilderness Lodge               | Walt Disney World Resort             | 181   | 15 novembre 2000 |
| Copper Creek Villas and Cabins | Wilderness Lodge               | Walt Disney World Resort             | 185   | 17 luglio 2017   |
| Old Key West Resort            | autonomo                       | Walt Disney World Resort             | 761   | 20 dicembre 1991 |
| Saratoga Springs Resort & Spa  | autonomo                       | Walt Disney World Resort             | 888   | 17 maggio 2004   |
| Riviera Resort                 | autonomo                       | Walt Disney World Resort             | 300   | 16 dicembre 2019 |
| Vero Beach Resort              | autonomo                       | Vero Beach, Florida                  | 211   | 1º ottobre 1995  |
| Hilton Head Island Resort      | autonomo                       | Hilton Head Island, Carolina del Sud |       | 1º marzo 1996    |
| Aulani                         | Ko Olina, Hawaii               | Oahu, Hawaii                         | 460   | 28 agosto 2011   |

### Adventures by Disney
Adventures by Disney offre vacanze guidate in famiglia e in gruppo verso varie destinazioni internazionali e offre 37 viaggi pianificati in sei continenti. Gli ospiti vengono accompagnati in spedizioni che spesso presentano attività pensate per famiglie e bambini.

### Disney Sports Enterprises
Disney Sports Enterprises è la divisione per le funzioni sportive Disney ed è composta dall'ESPN Wide World of Sports Complex e dal programma runDisney.

## Idee abbandonate
La Disney pianificò la costruzione di un parco chiamato Disney's America. L'area fu individuata nello Stato della Virginia, ma l'opposizione locale all'idea sembra essere stata determinante a persuadere la Disney a non andare oltre al semplice progetto preliminare, facendo così insabbiare il tutto nel 1994.

## Idee per il futuro
Un quinto parco è stato annunciato all'interno del Walt Disney World Resort, vista soprattutto l'enorme quantità di terreno di proprietà della Disney ancora disponibile in Florida. Il parco sarà a tema Star Wars e dovrebbe chiamarsi Star Wars Force World.
Sono state smentite dalla Disney le voci su di un progetto di un nuovo parco a Dubai, nonostante il leak di alcuni progetti ben definiti di un gigantesco parco Disney al coperto, con tanto di castello arabeggiante e una land ispirata a Star Wars al posto di Tomorrowland, che hanno fatto molto discutere il fandom per anni data la verosomiglianza di tali disegni preparatori.
Secondo alcune voci non confermate, la Disney avrebbe l’India in cima alla lista dei possibili nuovi luoghi in cui aprire una nuova Disneyland. Secondo alcune indiscrezioni, sarebbe stato preso in considerazione un terreno nella zona di Mumbai, abbastanza grande da costruirvi un nuovo parco e future espansioni. La povertà in cui versano gran parte dei cittadini del paese però, mista alla crisi post-pandemica del 2020, avrebbe posto un freno ai progetti di espansioni della Disney.
Non sono mai state prese in considerazione negli ultimi anni invece, nonostante le tante leggende metropolitane mai confermate da nessuna fonte ufficiale, né l’Italia (nello specifico Afragola, in Campania, troppo decentrata rispetto al resto dell’Europa, e con scarsissima disponibilità di terreni), né tantomeno l’Australia, eccessivamente lontana da tutto e troppo poco popolosa per mantenersi sui soli ingressi locali.
Nella seconda metà degli anni '80, invece, quando si cercarono località europee per la futura costruzione del primo parco Disney europeo, vennero presi in considerazione anche alcuni terreni in Italia (in particolare vicino a Civitavecchia) e Portogallo ma l’unico paese (oltre la Francia) che fu preso in considerazione fino all'ultimo dalla Disney per costruire l’allora Euro Disney, fu la Spagna, in particolare grazie al suo clima mite simile a quello della Florida, ma alla fine si decise per la Francia sia per il flusso turistico maggiore che per la sua posizione al centro dell’Europa.
In molti resort Disney in giro per il mondo vi è abbastanza spazio per possibili future espansioni e si rincorrono pertanto le voci di nuovi parchi: presso Hong Kong Disneyland Resort c'era sufficiente spazio per un secondo parco, e la compagnia lo aveva inizialmente annunciato, ma, dopo la pandemia del 2020, le autorità cinesi hanno posto un freno alle future espansioni, chiedendo alla società madre che vengano piuttosto implementate delle modifiche o degli allargamenti al parco già esistente; la Disney ha inoltre molto spazio disponibile anche a Disneyland Paris e a Shanghai Disney Resort. L'unico resort che è a corto di spazio per un possibile allargamento è l'originale Disneyland Resort in California, sebbene la Disney possa utilizzare lo spazio di un ex campo di fragole situato nelle vicinanze ed i resti di un ex parcheggio utilizzato fino a prima dell'apertura del parco Disney's California Adventure.

## Cronologia

### 1954-1971: Disneyland e Walt Disney World
- 1954 - I piani per la costruzione del parco a tema Disneyland ad Anaheim, California, vengono resi pubblici.
- 1955 - Il parco a tema Disneyland viene inaugurato da Walt Disney. Nonostante un'iniziale brutta impressione, il parco divenne un successo straordinario.
- 1965 - I piani per il progetto in Florida vengono resi pubblici.
- 1966 - Viene trovato un sito utile a Lake Buena Vista e viene così acquistato il terreno; muore Walt Disney prima dell'inizio dei lavori.
- 1971 - Il parco a tema Magic Kingdom viene inaugurato da Roy O. Disney, fratello di Walt, ed una settimana più tardi apre ufficialmente il Walt Disney World Resort con tre alberghi al suo interno; poco tempo dopo l'apertura, muore Roy O. Disney

### 1972-1992: Epcot, Tokyo Disneyland, Disney-MGM Studios ed Euro Disney
- 1973 - Viene fondata la divisione Walt Disney Parks and Resorts e la Walt Disney Imagineering prepara i piani per EPCOT Center
- 1982 - Il secondo parco a tema del Walt Disney World Resort, Epcot, apre il primo di ottobre del 1982
- 1983 - Il primo parco a tema Disneyland internazionale, Tokyo Disneyland, apre a Urayasu, Giappone
- 1989 - Apre il terzo parco nel Walt Disney World Resort, Disney-MGM Studios
- 1992 - Il secondo parco a tema Disney internazionale, Euro Disneyland nell'Euro Disney Resort (ora chiamato Disneyland Paris), apre a Marne-la-Vallee, Francia

### 1993-2004: Disney's Animal Kingdom, Disney California Adventure, Tokyo DisneySea e Walt Disney Studios Park
- 1993 - Euro Disney sponsorizza il Gran Premio del Portogallo di Formula 1 1993 sul circuito di Estoril che si corre il 26 settembre.
- 1994 - The Walt Disney Company rinomina Euro Disney in Disneyland Paris (sia il parco che il resto del complesso)
- 1995 - The Walt Disney Company rende pubblici i piani per Disney's Animal Kingdom, il quarto parco a tema nel Walt Disney World Resort e viene fondata la Disney Cruise Line
- 1997 - The Walt Disney Company annuncia Disney California Adventure e Downtown Disney nel Disneyland Resort
- 1998 - The Walt Disney Company annuncia un piano quinquennale per aprire un nuovo parco a tema in ognuno dei suoi resort nel mondo, iniziando con l'apertura del Disney's Animal Kingdom e vengono resi pubblici i piani per un parco ad Hong Kong
- 2001 - Disney California Adventure e Downtown Disney aprono nel Disneyland Resort e Tokyo DisneySea apre come secondo parco a tema nel Tokyo Disney Resort
- 2002 - Walt Disney Studios Park apre come secondo parco a tema adiacente al Disneyland Park, rinominando così l'intero complesso in Disneyland Resort Paris

### 2005-oggi: Hong Kong Disneyland e Shanghai Disneyland Resort
- 2005 - Hong Kong Disneyland Resort apre ad Hong Kong, e Disneyland celebra i 50 anni di attivitá.
- 2015 - Disneyland, in California, compie 60 anni
- 2016 - Shanghai Disneyland Resort apre a Shanghai, divenendo così il terzo parco Disney in Oriente (oltre al Tokyo Disney Resort e ad Hong Kong Disneyland)
- 2017 - Euro Disney SCA viene interamente acquisita dalla Disney, la quale diventa l'unico proprietario e gestore di Disneyland Paris. Il parco parigino festeggia inoltre i 25 anni di attività.
- 2018 - Disneyland Paris annuncia un piano di espansione da oltre 2 miliardi di euro, colpendo specialmente il parco Walt Disney Studios e il centro shopping Disney Village, con tante nuove attrazioni e esperienze che verranno aperte in fasi nei prossimi anni.
- 2020 - Tutti i resort Disney e le crociere chiudono contemporaneamente a causa della pandemia di Covid-19.
- 2021 - Iniziano a riaprire in varie fasi tutti i parchi Disney nel mondo, dopo che la situazione del Covid-19 ha iniziato a migliorare, e Walt Disney World Resort compie 50 anni.
- 2022 - Disneyland Paris compie 30 anni.
- 2023 - Le varie divisioni vengono fuse in Disney Experiences in una grande opera di riorganizzazione della Disney.
- 2025 - Disneyland, in California, festeggia i suoi 70 anni. Iniziano inoltre ad aprire le prime novità a Disneyland Paris, legate all'espansione del resort annunciata nel 2018.